# Evropská silnice E24
Evropská silnice E24 je evropskou silnicí 1. třídy. Začíná v anglickém Birminghamu a končí v Ipswichi. Celá trasa měří 254 kilometrů. Jako všechny ostatní evropské silnice, ani E24 není na území Spojeného království označena. E24 cestou protíná několik dalších evropských silnic jako E5, E13, E30.

## Trasa
- Spojené království
  -  Anglie
    - Birmingham – Coventry – Rugby – Huntingdon – Cambridge – Ipswich